# 迈克尔·奥比库
迈克尔·埃迪林·奥比库（Michael Edirin Obiku，1968年9月24日—）是一名已退役的奈及利亞足球運動員，退役前司職前锋。他目前是费耶诺德鹿特丹足球学校的教练。
他曾代表尼日利亞國家足球隊参加1988年非洲國家盃、两场世界杯预选赛以及1988年夏季奥林匹克运动会。 